# نظریه فیلم
نظریه فیلم مجموعه‌ای از رویکردهای علمی در رشته دانشگاهی مطالعات فیلم و سینما است که در دهه ۱۹۲۰ با زیر سؤال بردن ویژگی‌های اساسی صوری فیلم‌های سینمایی آغاز شد. اکنون نظریه فیلم چارچوب‌های مفهومی برای درک رابطه فیلم با واقعیت، هنرهای دیگر، بینندگان فردی و جامعه را به‌طور کلی فراهم می‌کند. نظریه فیلم را نباید با نقد کلی فیلم یا تاریخ فیلم اشتباه گرفت، اگرچه این سه رشته به هم مرتبط هستند.
اگرچه برخی از شاخه‌های نظریه فیلم برگرفته از زبان‌شناسی و نظریه ادبی است، این نظریه نیز هم از فلسفه فیلم  سرچشمه گرفته و هم با آن همپوشانی دارد.